# Pseudolynchia
Pseudolynchia is een vliegengeslacht uit de familie van de luisvliegen (Hippoboscidae).

## Soorten
- P. brunnea (Latreille, 1812)
- P. canariensis (Macquart, 1839)
- P. garzettae (Rondani, 1879)